# Hapkido
Hapkido je tradicionalna korejska borilačka vještina i Nacionalna borilačka umjetnost Južne Koreje, koju je utemeljio DoJuNim (Časni osnivač vještine) Ji, Han Jae. Hapkido doslovno preveden s korejskog znači: “hap” znači koordiniran ili skladan, “ki” znači unutarnja snaga ili energija, a “do” znači put ili način. Ukratko, hapkido znači “Put koordinirane snage”. Hapkido koristi i kombinira poluge na zglobovima, pritiske na akupresurne točke, zahvate, gušenja, izmicanja, bacanja, bezbroj udaraca nogom i rukom kao tehnike za samoobranu. Vježbači hapkida često koriste protivnikovu silu napada i moć protiv njega. Hapkido koristi izravne i kružne pokrete. Kružno gibanje, ne-otporni pokreti, kontrola protivnika i bolni zahvati često su prepoznatljive vještine vježbača hapkida. Iako hapkido sadrži i tehnike napada i borbe, cilj u većini slučajeva je da se uđe u bliski kontakt, polugu ili bacanje kako tehniku onesposobljavanja protivnika.
Krovna ustanova hapkida u Hrvatskoj je Hrvatski hapkido savez.

## Vanjske poveznice
- Hrvatski hapkido savez